# Стефано Сімончеллі
Стефано Сімончеллі (італ. Stefano Simoncelli, нар. 12 листопада 1946, Рим, Італія — 20 березня 2013, Рим, Італія) — італійський фехтувальник на рапірах, срібний призер Олімпійських ігор 1976 року.

## Виступи на Олімпіадах
| Олімпіада     | Дисципліна           | Місце     |
| ------------- | -------------------- | --------- |
| Мюнхен 1972   | індивідуальна рапіра | 5 p2 r1/5 |
| Мюнхен 1972   | командна рапіра      | 3 p1 r1/4 |
| Монреаль 1976 | індивідуальна рапіра | 37        |
| Монреаль 1976 | командна рапіра      | 2         |